# Bertrand Crasson
Bertrand Crasson (Bruxelas, 5 de outubro de 1971) é um ex-futebolista belga que participou da Copa do Mundo de 1998.
Jogou pelo R.S.C. Anderlecht, Napoli, Lierse SK e FC Brussels. Se aposentou em 2005.